# ロンディニウム

イギリスのロンドン市内におけるロンディニウムの位置

ロンディニウム（羅：Londinium）は、ローマ人によって設立された古代ローマ帝国の都市である。紀元前にブリテン島にすでに侵入していたローマ人が、紀元後1世紀頃に造った町であり、テムズ川北岸の一画を3辺の城壁で囲み、川に橋をかけて建設された。「ロンディニウム」は、先住民族であるケルト民族の言葉で「沼地の砦」を意味する。民族が多様な都市で、ブリテン島南部の商業の中心地となり、後のシティ・オブ・ロンドンの原型となった。このロンディニウムの創建が、今日のロンドンという都市の起源である。

## 歴史
ロンドン周辺にはケルト系のブリトンの集落跡が点在した形跡が確認されるが、ロンディニウムは最初の大きな開拓地としてローマ帝国によって創建されたのである（この開拓は17年間続いた）。
ロンドンはローマと同様に、橋を架けることができる幅の川がある都市であり、水運を利用してヨーロッパの多くの場所に行き来しやすい場所であった。当時のロンドンは、現在のハイド・パークとほぼ同等の面積で、狭かった。そして61年ごろ、ブーディカが率いるイケニ族によって強襲され焼き討ちされた。しかし都市は、ローマの都市として計画通りにすぐに再建され、10年後に復旧した。都市はその後数十年で急速に成長した。
2世紀の間、ロンディニウムは高度成長の頂点に達し、紀元100年にコルチェスターに代わってブリタンニアの州都となった。当時の人口は約6万人であった。大聖堂はアルプスの北で有数の大きさだった。広場、円形劇場、浴場、駐屯地などのローマの都市に特徴的な施設があった。 多くの建物は木造だったため何度か大規模な火災にあった。3世紀以降は景気が悪化し、都市の成長は停滞した。
西暦180年から西暦225年にかけての間に、ローマ人はロンディニウムの周囲に「ロンドン・ウォール」という防御壁を建設した。防御壁は全長約3km、高さ6m、厚さ2.5mであった。
3世紀後半、ロンディニウムはサクソンの海賊によって何度か襲撃された。これにより、約255年以降、川沿いの壁が次々と建設された。壁には門が備えられていたが、伝統的な7つの門のうち、6つはローマ起源であった。
5世紀までにローマ帝国は急速に衰退し、西暦401年に西ローマ皇帝ホノリウスがゴート人との戦いのために軍団から兵士を引き抜き、さらに407年にコンスタンティヌス3世が皇帝を自称して残りのローマ軍団を引き連れて大陸へと渡り、後にはブリトン人と入植していたローマ系住民たちが残された。410年にホノリウスは独自に防衛するよう通達を出し、ここにブリタンニアのローマによる統治は事実上終焉を迎えた。その後、テムズ川に面しているという立地条件から度々サクソン族の襲撃に晒されるようになり、450年から500年の間に全ての住民が立ち去ってロンディニウムは放棄された。異民族による襲撃から生き残ったブリトン人とローマ系住民は一部が征服者に同化し、大部分がウェールズへと逃げ込んでいった。600年頃にサクソン族が新たな定住地をテムズ川沿いに築いた際も、石造りの建造物の管理・補修方法も知らないことや彼らが木造建築を好んだこともあり、廃墟となっていたロンディニウムを再生させることもなく引き続き放置され、現在のコヴェント・ガーデンに当たる場所に置かれた。